# سدارهیل، شهرستان فردریک، ویرجینیا
سدارهیل (به انگلیسی: Cedar Hill) یک منطقهٔ مسکونی در ایالات متحده آمریکا است که در شهرستان فردریک، ویرجینیا واقع شده‌است.